# Dywizja Wincentego Korwina Gosiewskiego
Dywizja Wincentego Korwina Gosiewskiego – dywizja wojsk I Rzeczypospolitej w II połowie XVII wieku, okresu wojen z Moskwą i Szwedami.
Dywizją dowodził hetman polny litewski Wincenty Aleksander Gosiewski herbu Ślepowron. Skład dywizji hetmana polnego litewskiego w październiku 1656 r., w przeddzień bitwy pod Prostkami.
Na czele wojsk Rzeczypospolitej stanął hetman polny litewski Wincenty Aleksander Gosiewski, w charakterze doradcy wojskowego pułkownik Gabriel Wojniłłowicz, na czele 2000 Tatarów zaś Subchan Gazi aga. W skład oddziałów weszło wojsko litewskie, oddziały zaciężne koronne, pospolite ruszenie koronne oraz Tatarzy. Była to głównie jazda, razem około 12 000-13 000, z czego około 2000 Tatarów. Oddziały te przekroczyły Narew (bród w Łomży lub Wiźnie) na początku października 1656 r. i ruszyły na Ełk.

## Jednostki autoramentu narodowego

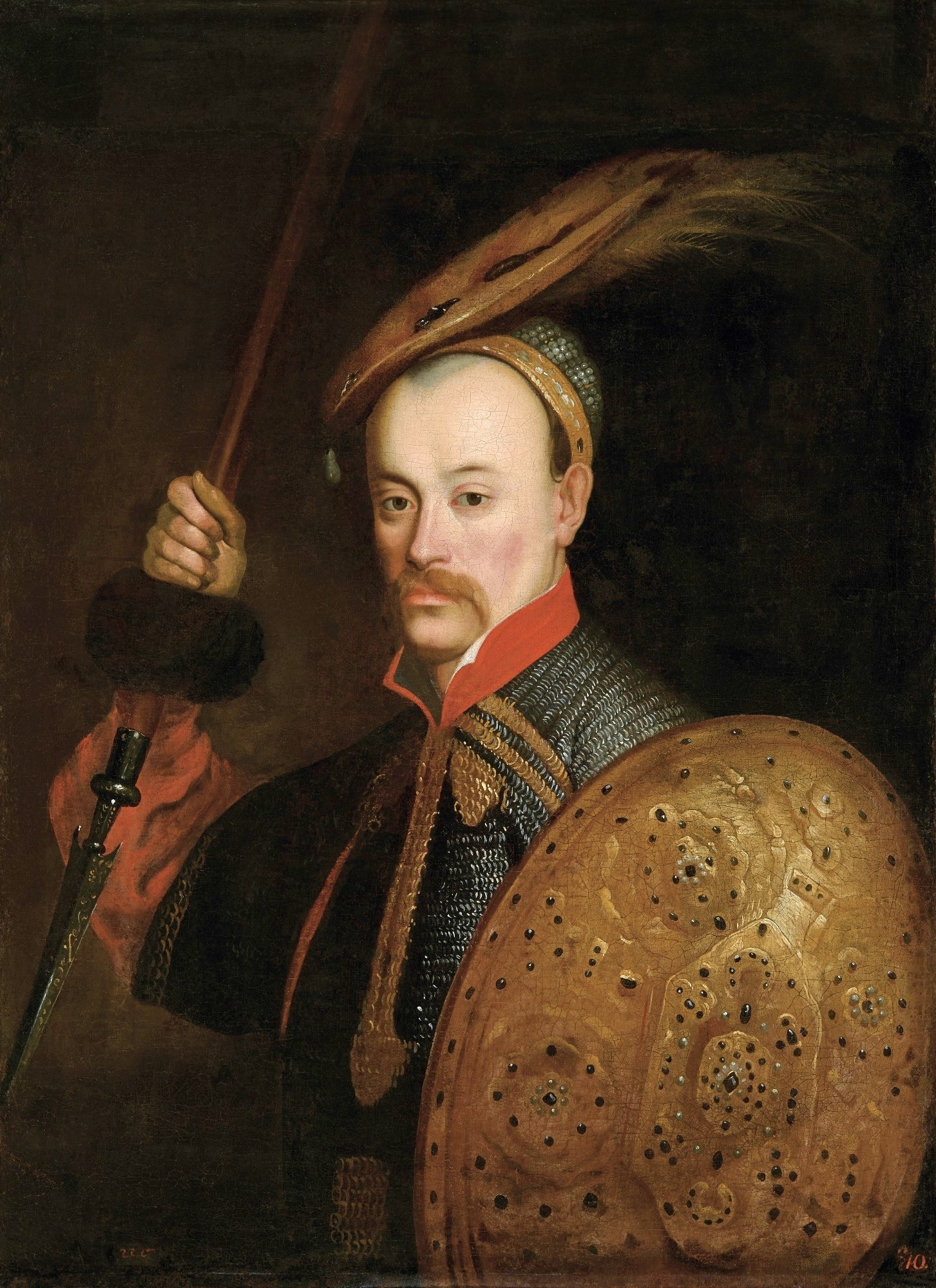
Wincenty Aleksander Gosiewski, hetman polny litewski i dowódca dywizji w 1656

- 15 chorągwi koronnych pod komendą pułkownika Gabriela Wojniłłowicza[1], w tym chorągwie kozackie:
  - chorągiew kozacka króla Jana Kazimierza pod Wojniłłowiczem
  - chorągiew kozacka Jakuba Rokitnickiego
- pułk hetmana polnego litewskiego Wincentego Gosiewskiego, z chorągwiami:
  - chorągiew husarska hetmana pod porucznikiem Kazimierzem Chwalibogiem Żeromskim
  - chorągiew kozacka hetmana pod komendą Jana Aleksandra Ihnatowicza-Łubińskiego
  - chorągiew kozacka Mikołaja Władysława Judyckiego
  - chorągiew kozacka Stanisława Jana Lipnickiego
- pułk królewski pod komendą Aleksandra Hilarego Połubińskiego, pisarza polnego litewskiego
  - chorągiew husarska króla dowodzoną przez Połubińskiego
  - chorągiew kozacka pisarza polnego pod Konstantym Kotowskim
- pułk Pawła Sapiehy, hetmana wielkiego litewskiego
  - chorągiew husarska pod porucznikiem Władysławem Jerzym Chaleckim, strażnikiem wielkim litewskim
  - chorągiew kozacka pod chorążym wołkowyskim Janem Jackiem Ogińskim
- pułk starosty żmudzkiego Jerzego Karola Hlebowicza z chorągwią kozacką starosty pod porucznikiem Samuelem Kmicicem
- pułk podczaszego litewskiego Michała Kazimierza Radziwiłła
  - chorągiew husarska Michała Kazimierza Radziwiłła pod porucznikiem Stanisławem Szczygielskim
  - chorągiew kozacka Michała Kazimierza Radziwiłła pod porucznikiem Stanisławem Szczygielskim
- chorągiew husarska Samuela Aleksandra Komorowskiego
- chorągiew kozacka Michała Paca
- chorągiew kozacka Konstantego Odachowskiego
- chorągiew kozacka Korotkiewicza
- chorągiew kozacka Konstantego Pokłońskiego
- oddział Tatarów budziackich pod komendą Subchana Ghazi agi
- chorągiew tatarska Antonowicza
- chorągiew tatarska Dawida Rejżewskiego
- chorągiew tatarska Kulbickiego
- chorągiew tatarska Mikołaja Baranowskiego

## Jednostki autoramentu cudzoziemskiego

### Rajtaria
- kompania rajtarska oberszter-lejtnanta Jana von Munichhausena (Minhausa)
- kompania rajtarska pułkownika Stefana Niewiaromskiego

### Dragonia
- regiment dragoński pułkownika Jana Koreckiego
- regiment dragoński oberszter-lejtnanta Mikołaja Giedroycia
- regiment dragoński pułkownika Krzysztofa Jeśmana
- kompania dragońska pułkownika Macieja Gosiewskiego
- kompania dragońska pułkownika Stefana Niewiaromskiego
- kompania dragońska oberszter-lejtnanta Mateusza Remera
- kompania dragońska starosty upickiego
- kompania dragońska Bandymira
- piechota węgierska Hieronima Iwanowskiego